# Wilfried Nelissen
Wilfried Nelissen (nascido a 5 de maio de 1970 em Tongeren) foi um ciclista belga, profissional entre os anos 1991 e 1996, durante os quais conseguiu 29 vitórias.
Nelissen era um especialista nos sprints, cujo maior lucro foram duas vitórias na Omloop Het Volk (anos 1993 e 1994).

## Palmarés
1991
- Tour de l'Oise
- Flèche Hesbignonne

1992
- 1 etapa da Volta a Andaluzia
- Paris-Bourges
- Scheldeprijs Vlaanderen

1993
- 1 etapa do Tour de France
- 1 etapa da Volta a Andaluzia
- Omloop Het Volk
- Le Samyn

1994
- 1 etapa da Volta às Astúrias
- 2 etapas dos Quatro Dias de Dunquerque
- 1 etapa do Tour do Mediterrâneo
- Omloop Het Volk
- 2 etapas da Estrela de Bessèges
- Grande Prêmio de Isbergues
- Campeonato da Bélgica em Estrada

1995
- Campeonato da Bélgica em Estrada
- 1 etapa da Volta a Andaluzia
- 2 etapas da Paris-Nice
- 1 etapa dos Quatro Dias de Dunquerque
- 1 etapa do Midi Livre
- Circuit de l'Escaut

1996
- 2 etapas da Volta a Andaluzia
- Clássica de Almería
- 1 etapa da Paris-Nice